# Josef Smolka (fotbalista)
Josef Smolka (6. ledna 1906 Židenice – ?) byl československý meziválečný fotbalista, útočník, později záložník a fotbalový trenér. Jeho mladší bratr Jan Smolka byl rovněž prvoligovým fotbalistou.

## Fotbalová kariéra
Starší z bratrů Smolkových začínal v útoku, ale později se přesunul do zálohy, kde vytvořil vynikající trio společně se Stefanem Pospichalem a Františkem Novákem. Tato středová řada mohla směle konkurovat největším hvězdám Sparty a Slavie.

Byl symbolem klubové věrnosti. Začínal v židenické juniorce a potom jedenáct let patřil ke klíčovým hráčům prvního mužstva. Stejně jako jeho bratr Jan měl nabídku ze Sparty, ale on ji odmítl. Se Židenicemi se stal v roce 1926 mistrem Moravy a získal také amatérský titul mistra republiky, na finálové výhře 6:5 nad Spartou Košíře se podílel jednou vstřelenou brankou. Později v klubu působil jako trenér a funkcionář, na začátku čtyřicátých let vedl necelé dvě sezony i prvoligové mužstvo. V letech 1927-31 odehrál tři zápasy za amatérskou reprezentaci, v utkání s Rakouskem vstřelil i gól.

## Trenérská kariéra
V sezoně 1942/43 a na podzim 1943 byl trenérem SK Židenice.

## Ligová bilance
| Ročník          | Zápasy | Góly | Klub        |
| --------------- | ------ | ---- | ----------- |
| I. liga 1933/34 | 12     | 3    | SK Židenice |
| I. liga 1934/35 | 20     | 0    | SK Židenice |
| I. liga 1935/36 | 14     | 0    | SK Židenice |
| I. liga 1936/37 | 3      | 0    | SK Židenice |
| CELKEM          | 49     | 3    |             |